# Carol al III-lea al Spaniei
Carol al III-lea al Spaniei (spaniolă : Carlos III de España), (n. 20 ianuarie 1716, Madrid, Madrid⁠(d), Spania – d. 14 decembrie 1788, Madrid, Madrid⁠(d), Spania) a fost rege al Spaniei (1759-1788, sub numele de Carlos III de Borbón), rege al Neapolelui și Siciliei (1735-1759, sub numele de Carlo VII), și duce de Parma (1732-1735, ca și Carlo I). A fost un adept al despotismului luminat. 

## Rege al Napoli și Siciliei
Carol a fost primul născut din cea de-a doua căsătorie a lui Filip al V-lea al Spaniei, cu Elisabeta Farnese de Parma.
La vârsta de 16 ani a fost 
Pe 1 decembrie 1734, în urma victoriei ducelui de Montemar asupra austriecilor în Bătălia de la Bitonto, și-a câștigat prin luptă controlul asupra lui Napoli și a Siciliei. Carol nu avea însă un caracter militar, rareori purta uniforme, și era cu greu convins să asiste la o trecere în revistă a armatei. Acțiunea peremptorie a marelui amiral britanic din Mediterană, cu puțin timp înainte de Războiul austriac de succesiune, care l-a obligat să promită că va supraveghea neutralitatea, cu amenințarea bombardării lui Napoli, l-a impresionat profund. I-a provocat un sentiment de respingere față de Regatul Marii Britanii, care avea să-i influențeze politicile de mai târziu. În 1735, a renunțat la Parma în favoarea împăratului Carol al VI-lea, în schimbul recunoașterii sale ca rege al Napoli și Siciliei. 
Ca rege de Napoli și Sicilia, Carol a început să muncească la o reformă internă pe care avea s-o aplice mai târziu în Spania. Miniștrii străini care au negociat cu el au fost de acord că nu avea nici o abilitate înnăscută deosebită, dar era hotărât să-și îndeplinească datoria de rege, și și-a ales bine miniștrii. Ministrul principal din Napoli, Tanucci, l-a influențat considerabil. În timpul domniei sale, s-au redescoperit orașele romane Herculaneum (1738) și Pompeii (1748). Regele a încurajat excavațiile, și le-a urmărit progresul și din Spania.

## Rege al Spaniei
Pe 10 august 1759, fratele său vitreg Ferdinand al VI-lea al Spaniei a murit, și Carol i-a urmat pe tron. Pe 6 octombrie 1759, a abdicat de pe tronul lui Napoli și Siciliei, în favoarea celui de-al doilea fiu al său, Ferdinand I al celor Două Sicilii. 
Ca rege al Spaniei, politica sa externă a fost marcată de alianța cu Franța (Pacte de Famille) și de conflictul cu Marea Britanie privind controlul posesiunilor din America. Susținerea oferită Franței la sfârșitul Războiului de șapte ani (după ce britanicii ocupaseră Honduras și Franța pierduse Quebecul), a dus la pierderea Floridei în favoarea britanicilor, deși această pierdere a fost parțial compensată de achiziționarea Louisianei franceze. Rivalitatea cu Marea Britanie l-a determinat de asemenea să-i susțină pe revoluționarii americani în cadrul războiului lor de independență, în ciuda faptului că puteau constitui un exemplu pentru coloniile spaniole. În timpul războiului Spania a recuperat Menorca și Florida, dar nu a reușit să cucerească Gibraltarul. 
În interiorul țării guvernarea sa a fost, per ansamblu, benefică. A început prin obligarea locuitorilor Madridului să nu mai își arunce gunoiul pe ferestre, și când aceștia au protestat, a spus că sunt precum copiii, care plâng când li se spală fețele. În 1766, încercarea sa de a-i obliga pe madrileni să adopte vestimentația franceză, din motive de siguranță publică (moda spaniolă era similară cu vestimentația unui hoț, cu mantii lungi și pălării care acopereau fețele), a avut drept rezultat Revolta lui Esquilache, în urma căreia ministrul de origine italiană a fost demis. Regele s-a retras atunci la Aranjuez, lăsând guvernarea în mâinile ministrului Aranda. 
Carol s-a dovedit a fi intransigent în privința presupusei participări a Ordinului Iezuit în cadrul revoltei din 1766. A consimțit atunci expulzarea ordinului, și a susținut de atunci eliminarea lui definitivă. Conflictul cu iezuiții, și unul mai vechi cu Papa, pe când era rege al Napoli, i-au determinat politica de limitare a puterii Bisericii. Numărul clericilor, în special din cadrul ordinelor monastice, a fost redus, și Inchiziția spaniolă, deși nu a fost pe deplin desființată, a rămas practic fără nicio putere. 
Între timp, a fost anulată o mare parte din vechea legislație, care restricționa industria și comerțul; drumuri, canale, sisteme de canalizare au fost contruite atunci. A creat Loteria spaniolă și a introdus procesiunile de Crăciun, după model napolitan. Pe timpul domniei sale, s-a format mișcarea pentru crearea Societăților Economice, prototip al Camerei de Comerț.
Este posibil că, dacă regele Carol al III-lea ar fi apucat să urmărească evenimentele din cadrul Revoluției Franceze, ar fi intervenit în contra revoluționarilor. Dar cum a murit pe 14 decembrie 1788, a rămas cu reputația de rege filantrop și filozof, „Primarul Madridului”, cum a fost numit pentru operele publice de modernizare pe care le-a organizat acolo, pentru a aduce capitala spaniolă la standardele celor mai avansate capitale europene ale vremii (conform principiilor iluministe). Altfel, în ciuda ostilității sale față de iezuiți, a anticlericalismului său în general, și a debilitării Inchiziției spaniole, Carol al III-lea a fost un credincios catolic, și a arătat mult zel în încercarea sa de a-l convinge pe papă să proclame Concepția Imaculată ca dogmă necesară pentru mântuire.

## Titluri, onoruri și arme

### Titluri
- 20 ianuarie 1716 –  22 iulie 1731 Înălțimea Sa Regală Infantele Don Carlos al Spaniei.
- 22 iulie 1731 – 1 decembrie 1734 Înălțimea Sa Regală Duce de Parma și Piacenza.
  - 24 iunie 1732 – octombrie 1735 Înălțimea Sa Regală Prinț Ereditar de Toscana.
- 1 decembrie 1734 – 10 august 1759 Majestatea Sa Rege de Neapole și Sicilia.
- 10 august 1759 – 14 decembrie 1788 Majestatea Sa Rege al Spaniei.

### Arme
|                                                                   |                                                         |                                                    |
| Stema de arme ca Duce de Parma, Piacenza și Guastalla (1731–1735) | Stema de arme ca Rege de Neapole și Sicilia (1736–1759) | Stema de arme ca Rege al Spaniei (adoptat în 1761) |

## Familie
In 1738, Carlos, când era Rege de Neapole și al Siciliei, s-a căsătorit cu Prințesa Maria Amalia de Saxonia, fiica lui August al III-lea al Poloniei și a soției sale, Prințesa Maria Josepha a Austriei, fiind nepoata lui Leopold I al Sfântului Imperiu Roman. 
În ciuda faptului că căsătoria a fost una realizată pentru a obține avantaje politice, fară a considera sentimentele celor doi, mariajul a fost un succes.Carlos și Maria Amalia s-au apropriat destul de repede.Prințesa Maria amalia  era o femeie frumoasa dar și abilă, intrucât își acompania mai mereu soțul la sesiunile de vânătoară.
Cuplul a avut 13 copii dintre care 6 au mirit inainte de ajunge in adolescența:
- Prințesa Maria Isabela (6 Septembrie 1740 – 2 Noiembrie 1742).A murit în copilărie.
- Prințesa Maria Josefa ( 20 Ianuarie 1742 – 1 Aprilie 1742).A murit în copilărie.
- Prințesa María Isabel Ana (30 Aprilie 1743 – 5 Martie 1749).A murit în copilărie.
- Prințesa Maria Josefa a Spaniei ( 6 iulie 1744 – 8 decembrie 1801).Nu a fost căsătorită și nu avut moștenitori.
- Prințesa Maria Louisa a Spaniei, Împărăteasa Sfântului Imperiu Roman (24 noiembrie 1745 – 15 mai 1792).S-a căsătorit cu Leopold al II-lea al Sfântului Imperiu Roman cu care a avut 16 copii.
- Prințul Filipe de Neapole și Siciliei , Duce de Calabria (13 Iunie 1747 – 19 Septembrie 1777).Nu s-a căsătorit niciodată și avea probleme mentale.
- Carol al IV-lea, Rege al Spaniei (11 noiembrie 1748 – 20 ianuarie 1819).A moștenit tronul spaniol după moarte tatălui său.
- Prințesa Maria Teresa (2 Decembrie 1749 – 2 Mai 1750).A murit în copilărie.
- Ferdinand I, Rege al celor Două Sicilii (12 Ianuarie 1751  – 4 Ianjarie 1825).Tatăt sau a abdicat in făvoare sa.
- Prințul Gabriel al Spaniei (11 Mai 1752 – w3 Noiembrie 1788).S-a căsătorit cu nepoata sa , fiica fratelui său, Carol al IV-lea.
- Prințesa Maria Ana a Spaniei (3 Iulie 1754 –  Mai 1755) .A murit în copilărie.
- Prințul Antonio Pascual al Spain (31 Decembrie 1755 – 20 Aprilie 1817)
- Prințul Francisco Javier (15 Februarie 1757 – A 10 Aprilie 1771)